# Das tödliche Netz
Das tödliche Netz (Originaltitel: The Man in the Net) ist ein US-amerikanischer Film noir aus dem Jahr 1959 mit Alan Ladd und Carolyn Jones. Michael Curtiz führte Regie.

## Handlung
Der Werbegrafiker John Hamilton und seine Frau Linda verlassen New York und ziehen nach Stoneville, Connecticut. Sie wollen der lärmenden Geschäftigkeit der Großstadt entkommen. Ein weiterer Antrieb für John ist seine Besorgnis um Lindas Alkoholprobleme.
John freundet sich schnell mit den dortigen Kindern an, wird aber von den meisten Erwachsenen des Ortes wie ein Außenseiter behandelt. Linda fehlt ihr soziales Umfeld aus New York – und das alte höhere Einkommen Johns.
Sie drängt darauf, auf eine Feier im Haus von Brad und Vickie Carey zu gehen, an der unter anderem auch ein anderes verheiratetes Paar, Roz und Gordon Moreland, sowie der vermögende Vater von Brad Carey teilnehmen. Später auf der Feier macht die betrunkene Linda John eine Szene. Sie beleidigt ihn und behauptet, er hätte ihr ein blaues Auge geschlagen. Danach gesteht sie Vicki, dass sie auf der Feier im Rausch gestürzt sei. Zornig und verdrossen erzählt sie John, dass sie eine Affäre mit dem Ortspolizisten Steve Ritter habe.
John stimmt einem Jobinterview in New York zu, das seine Frau hinter seinem Rücken arrangiert hat. Als er zurückkommt, ist Linda spurlos verschwunden. Einer ihrer Koffer wird auf der örtlichen Müllhalde gefunden. Als Linda verschwunden bleibt, beginnen Polizei und Nachbarn, John zu verdächtigen. Sein Haus wird mit Steinen beworfen. Als der Polizist Ritter ihn festnehmen will, flieht John und findet bei den Kindern in ihrer geheimen Höhle Unterschlupf.
Es kommen Beweise zum Vorschein, die Linda mit einem weiteren Mann in Verbindung bringen. Um dem Täter eine Falle zu stellen, erfindet John eine Bandaufnahme, die den Täter angeblich überführen könnte. Die Kinder bringen ein dementsprechendes Gerücht in Umlauf. John ist überrascht, als Brad auftaucht, weil er einen anderen Mann erwartet hat. Es stellt sich heraus, dass Linda mit Brad eine Affäre hatte und von ihm missbraucht wurde. John findet jedoch schnell heraus, dass der wirkliche Mörder Carey Senior war, der seinen feigen Sohn decken wollte.

## Produktion
Der Film ist eine Verfilmung des gleichnamigen Romans aus dem Jahre 1956 von Patrick Quentin, einen Pseudonym, unter dem Hugh Wheeler und Richard Webb publizierten. Die Filmrechte wurden im folgenden Jahr von der Mirisch Company erworben, die einen Produktionsdeal mit United Artists hatte. Alan Ladd wurde im Januar 1958 als Hauptdarsteller unter Vertrag genommen. Reginald Rose, der bereits bei Der Mann aus dem Westen für die Mirisch-Brüder geschrieben hatte, schrieb das Drehbuch. Michael Curtiz, in den 1920er Jahren aus Europa nach Hollywood gezogen war und dessen bekanntestes Werk Casablanca ist, führte Regie.
Die Dreharbeiten begannen am 23. Juni 1958. Gedreht wurde hauptsächlich in Hollywood in den Studios von Metro-Goldwyn-Mayer, sowie einige Außenaufnahmen in Framingham, Massachusetts.
Für die Außenaufnahmen von „The Chimney House“, einem wichtigen Ort in der Handlung, kam das Roseland Cottage in Woodstock, Connecticut, zum Einsatz. Viele weitere Außenaufnahmen wurden in Thompson, Connecticut, aufgenommen. Dort wurde auf dem Marktplatz ein Filmset (Tankstelle) aufgebaut. Viele der Statisten waren Ortsansässige.
Die Gemälde, die im Film von der Figur John Hamilton gemalt werden, stammen von Harold Kramer.

## Kritiken
Richard W. Neson, Filmkritiker der The New York Times, lobt die schauspielerische Leistung von Carolyn Jones und die Besonderheiten von Reginald Roses Schreibkünsten. Er schreibt: 

“…More interesting is the dialogue by Mr. Rose and his preoccupation with injustice. The lines show a keen love for kids and an honest regard for the need to interject reality into a yarn that is tediously familiar once it settles down into its melodramatic formula. Miss Jones plays the wife with controlled fanaticism. Mr. Ladd, on the other hand, performs in his usual, cool style, which under the hectic circumstances mutes his personality to the point of unreality.”

„…Interessanter ist das Dialogeschreiben von Herrn Rose und wie er sich mit Ungerechtigkeit auseinandersetzt. Die [Dialog]Zeilen zeigen eine große Zuwendung für Kinder und einen ehrlichen Beachtung für die Notwendigkeit einen Schuß Realität in eine Geschichte hinzuwerfen, die ermüdend vertraut wird, wenn sie es sich in ihrem melodramatischen Formelschema gemütlich gemacht hat. Frau Jones spielt die Ehefrau mit einem beherrschten Fanatismus. Herr Ladd auf der anderen Seite spielt in seinem üblichen, kühlen Stil, der unter den hektischen Umständen seinen Charakter bis zu einem Punkt der Unwirklichkeit dämpft.“

 Das Lexikon des Internationalen Films fasst den Film folgendermaßen zusammen: „Was als quälendes Seelendrama beginnt, entwickelt sich zum routinierten Detektivspiel, das zwar auf manche Ungereimtheit aufbaut, aber durchweg dicht und spannend konstruiert ist.“

## Synchronisation
Herbert Weißbach spricht Alvin Childress (Rolle: Diener Alonzo).